# Molossus currentium
Molossus currentium é uma espécie de morcego da família Molossidae. Pode ser encontrada na América Central e do Sul em duas populações distintas.